# Anisotes dumosus
Anisotes dumosus är en akantusväxtart som beskrevs av Milne-redhead. Anisotes dumosus ingår i släktet Anisotes och familjen akantusväxter. Inga underarter finns listade i Catalogue of Life.